# East Bergholt
East Bergholt est un village anglais du Suffolk.
Le village est jumelé avec celui de Barbizon, en France.

## Les Tableaux de Constable
C'est le village natal du peintre John Constable, quatrième enfant de Golding Constable, riche exploitant agricole qui tenait aussi un florissant moulin sur la Stour, à Flattford, entre East Bergholt et Dedham. C'est dans ce périmètre étroit, de quelques kilomètres carrés que se déroula son enfance.
- Golding Constable's House, East Bergholt ou Paysage d'automne à East Bergholt, vers 1809, huile sur toile, 15 × 25 cm, Centre d'art britannique de Yale, New Haven[2]
- Église à East Bergholt, 1809, huile sur papier collé sur panneau, 10 × 16 cm, Centre d'art britannique de Yale, New Haven[3]
- Willy Lott's House, près de Flatford Mill ou Chaumière au bord d'un chemin à East Bergholt, 1810-1815, huile sur papier, 24 × 18 cm, Victoria and Albert Museum, Londres[4]
- La Maison de Golding Constable à East Bergholt, vers 1811, huile sur carton posée sur panneau, 18 × 50 cm, Victoria and Albert Museum, Londres[5]
- East Bergholt, vers 1813, huile sur panneau, 32 × 47 cm
Centre d'art britannique de Yale, New Haven[6]
- Cottage à East Bergholt, 1833, huile sur toile, 87 × 112 cm, Lady Lever Art Gallery, Port Sunlight, Merseyside

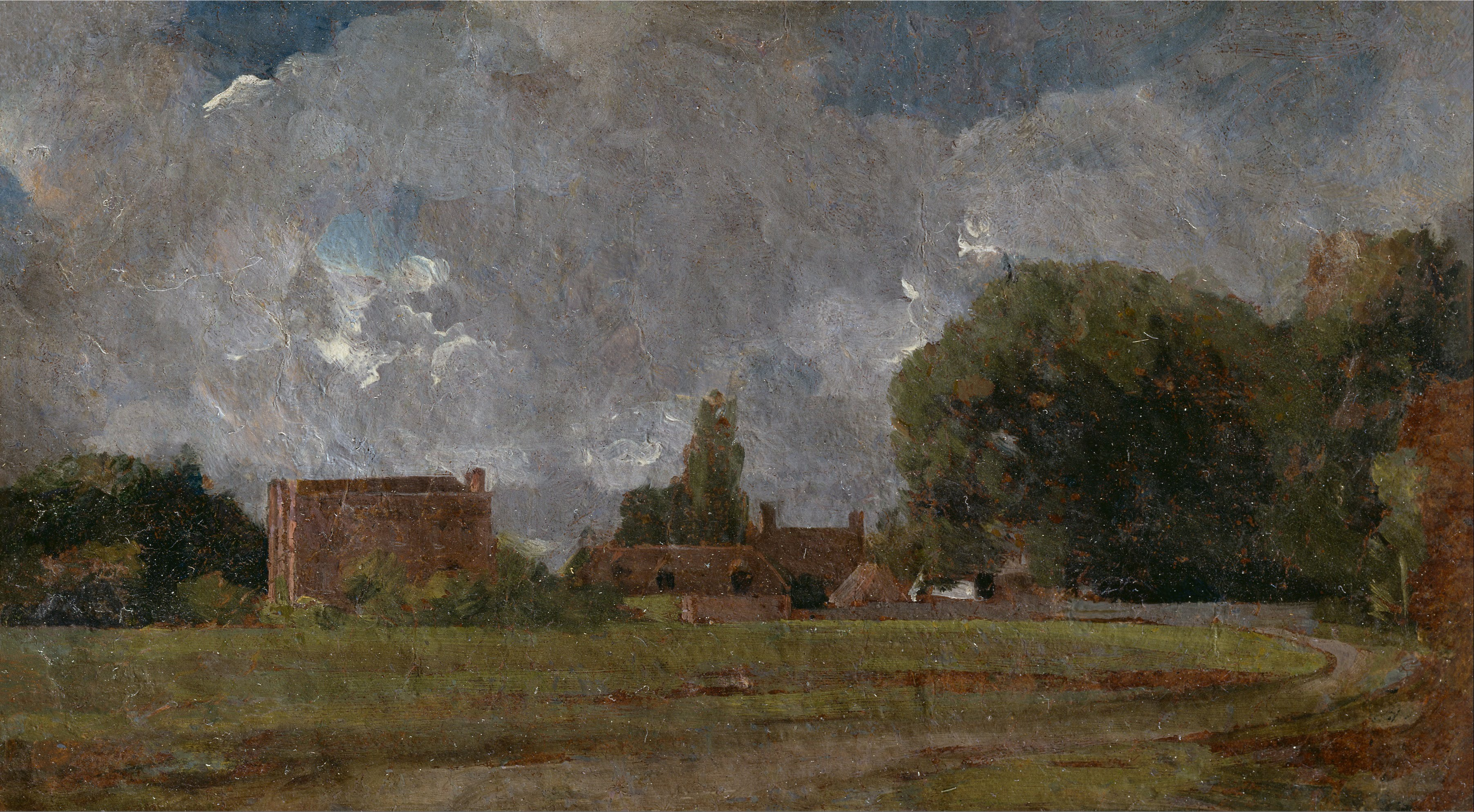
Golding Constable's House, East Bergholt, vers 1809 Centre d'art britannique de Yale
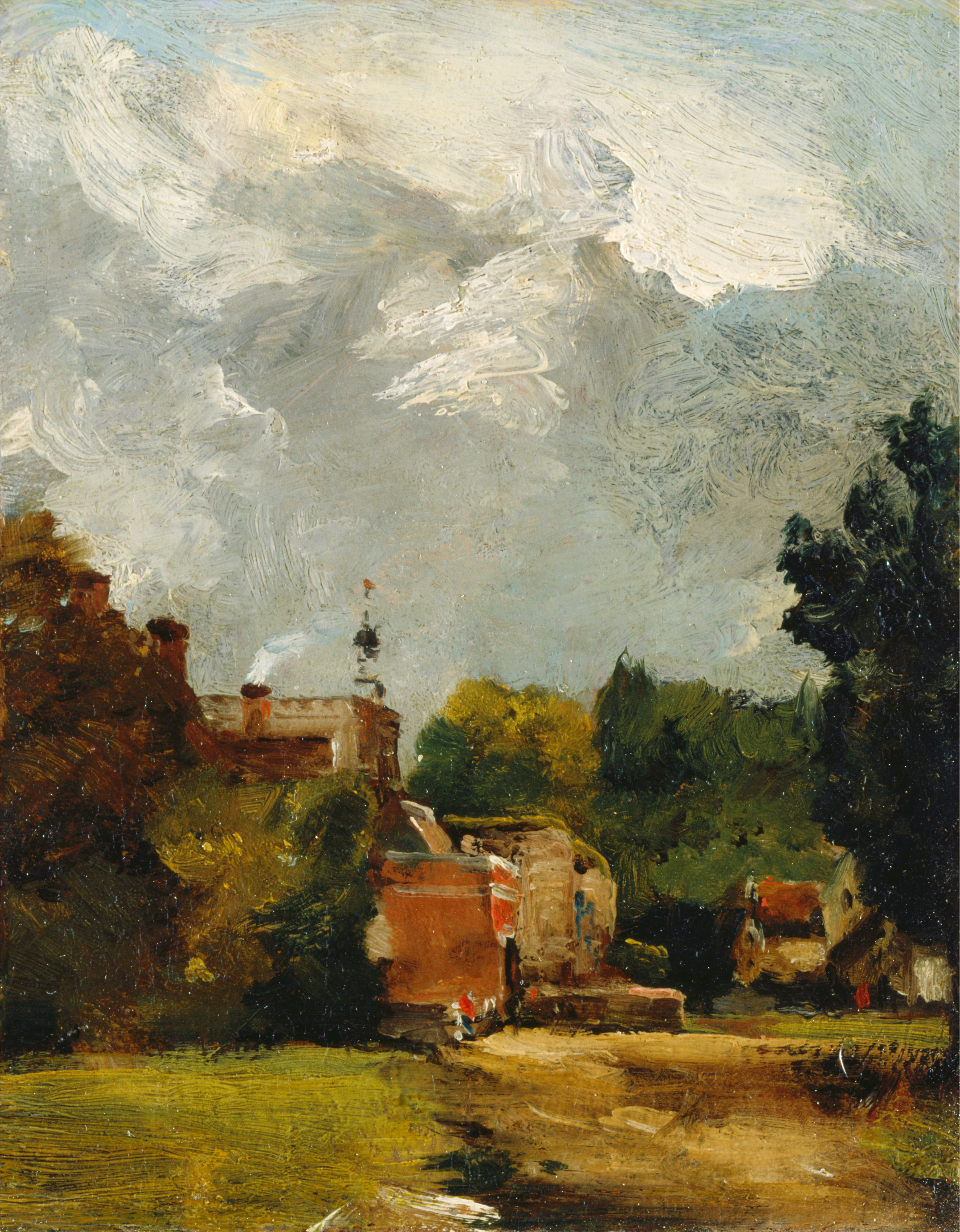
Église à East Bergholt, 1809 Centre d'art britannique de Yale
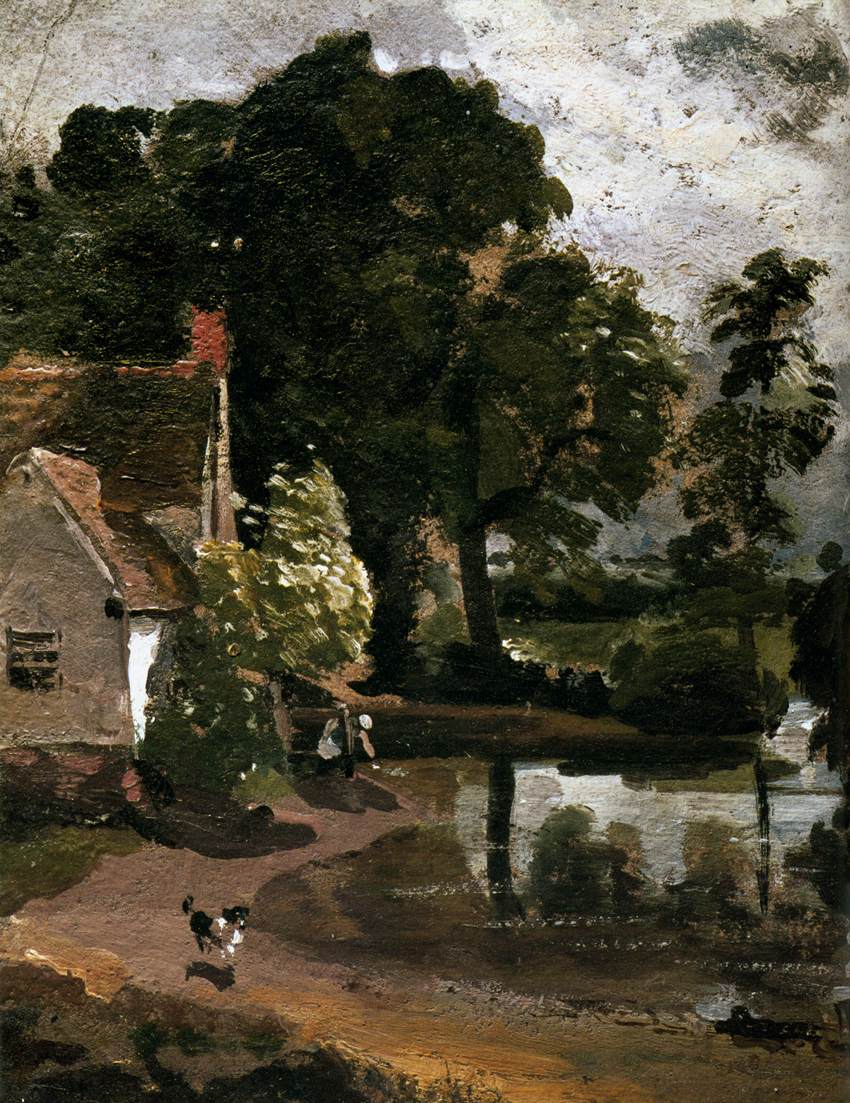
Chaumière au bord d'un chemin à East Bergholt, 1810-1815 Victoria and Albert Museum
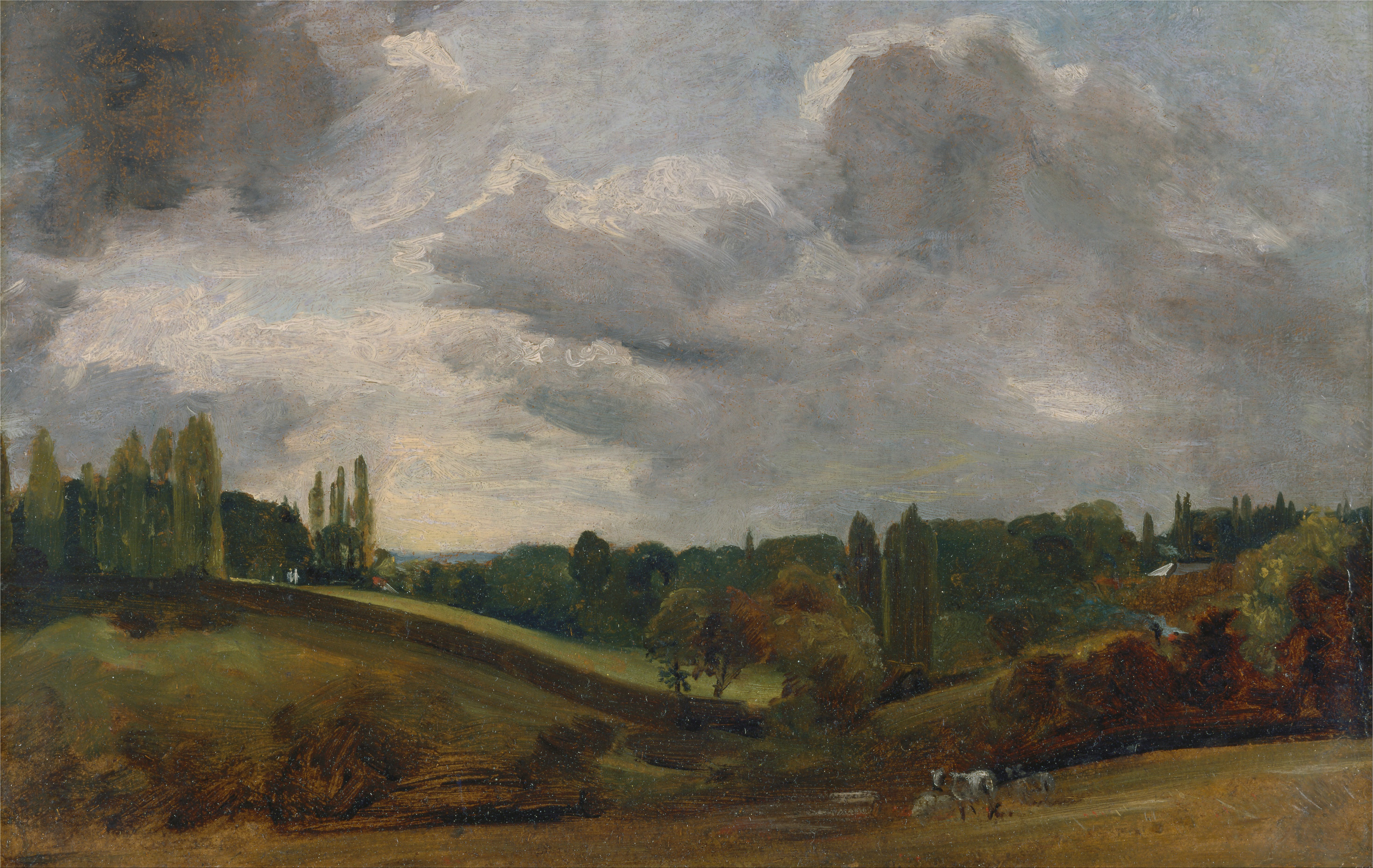
East Bergholt, vers 1813 Centre d'art britannique de Yale
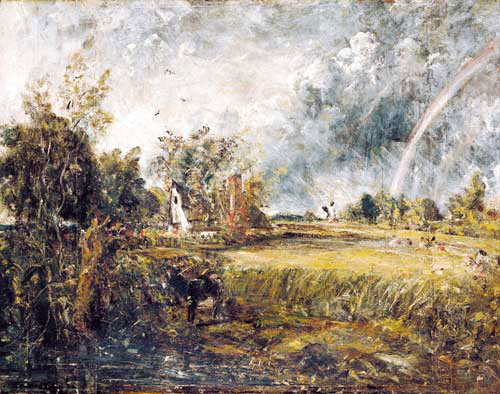
Cottage à East Bergholt, 1833 Lady Lever Art Gallery